# 欧鹏
欧鹏，小说《水浒传》中人物，梁山108将之一，外號「摩雲金翅」，武艺精熟，枪法出众。欧鹏為黄州人氏，军班出身，守把大江军户，因被官府和生活所逼，在黄门山落草为寇。後來聽說宋江在江州被判死刑，便與黃門山的蔣敬、馬麟和陶宗旺四人前往相救，但路上已看見梁山好漢已救出了宋江，四人便歸了梁山。
招安後，隨盧俊義攻打方臘佔領的歙州，與方將龐萬春交手，被龐萬春用连珠箭射死。

## 影视形象
- 2011年版《水浒传》：張沖